# Wolchulsan-Nationalpark
Der Wolchulsan-Nationalpark (koreanisch 월출산국립공원) ist der kleinste Nationalpark in Südkorea. Der Name bedeutet auf Deutsch der Berg an dem der Mond aufgeht.

## Lage und Geographie
Der Park ist der südlichste Berg-Nationalpark auf dem koreanischen Festland. Er liegt zwischen den Städten Ganjin und Mokpo nördlich der Nationalstraße 4. Die höchste Erhebung ist der 809 m hohe Cheonhwangbong. Am Nordende des Parks befindet sich das Städtchen Yeongam, das von vielen Besuchern als Ausgangspunkt für ihre Streifzüge durch den Park verwendet wird.

## Flora und Fauna
Im Nationalpark gibt es 693 Pflanzenarten wie die Japanische immergrüne Eiche und die Kamelien. Die 821 Tierarten verteilen sich auf 19 Säugetier-, 79 Vogel-, 31 Fisch-, 14 Amphibien- und Reptilienarten sowie 678 Arten von Insekten.

## Sehenswürdigkeiten
- Dogapsa-Tempel. Dieser Tempel ist nicht so imposant die die Tempelanlagen in anderen südkoreanischen Nationalparks, aber er beeindruckt durch seine Aussicht und verfügt über einige interessante Nationalschätze Südkoreas wie das Haetalmun-Tor.
- Cloud-Bridge. Die 52 m lange Stahlbrücke befindet sich in einer Höhe zwischen zwei Felsnadeln, bei einer nebligen Wetterlage hat man förmlich das Gefühl, über den Wolken zu gehen.